# Carl Eibes
Carl Heribert Eibes (* 5. Februar 1899 in Dresden; † 3. Juli 1967 in Schnaittenbach) war ein deutscher Wirtschaftswissenschaftler und Unternehmer.

## Leben
Carl Eibes wurde als Sohn des Rechtsanwalts Bernhard Eibes in Dresden geboren. Sein Vater gehörte zu den engsten juristischen Beratern des sächsischen Königshauses und war 1924 an der Erarbeitung der Verträge zur Klärung der Vermögensverhältnisse der Wettiner befasst. Nach Besuch des Vitzthumschen Gymnasiums in Dresden trat Carl Eibes als Kriegsfreiwilliger in die Sächsische Armee ein. Während seines Einsatzes kam er in britische Kriegsgefangenschaft und kehrte erst 1919 wieder nach Dresden zurück.
In der Folgezeit arbeitete er für die Dresdner Zigarettenmaschinenfabrik „Universelle“ und studierte in Danzig und Dresden Sozial- und Wirtschaftswissenschaften. Eibes war ab 1920 Mitglied der katholischen Studentenverbindung KDStV Saxo-Thuringia Dresden. Er schloss das Studium mit dem akademischen Grad eines Diplom-Volkswirts ab und promovierte zum Doktor der Wirtschaftswissenschaften. 1927/1928 übernahm er das von seinem Vater 1925 gegründete Unternehmen Kerb-Konus-Gesellschaft, den weltweit ältesten Hersteller von gekerbten Verbindungselementen für den Maschinenbau. Gemeinsam mit der Technischen Hochschule Dresden entwickelte Eibes auf wissenschaftlicher Grundlage moderne Fertigungsverfahren. Unter anderem war das Unternehmen maßgeblich an der Entwicklung des Drehkolbenmotors beteiligt und erwarb mehrere Patente.
1946 wurde die Kerb-Konus-Gesellschaft enteignet und xie Fabrik in einen Volkseigenen Betrieb (VEB) umgewandelt. Eibes hatte Dresden bereits unmittelbar nach Ende des Zweiten Weltkriegs verlassen und gründete 1946 in Bielefeld die Kerb-Konus Vertriebs-GmbH. Drei Jahre später verlegte diese Gesellschaft ihren Sitz nach Schnaittenbach, wo er die Produktion von Kerbstiften und -nägeln wieder aufnahm. Seit 1970 hat das bis heute existierende Unternehmen seinen Sitz in Amberg. Für seine Verdienste erhielt Eibes am 15. Juni 1964 das Bundesverdienstkreuz 1. Klasse. Er wurde mit der Ehrenbürgerwürde von Schnaittenbach ausgezeichnet, außerdem wurde dort eine Straße nach ihm benannt.

## Schriften
- Probleme und deren Lösung bei der Organisation der Werbung einer Großunternehmung mit Fabrikation eines patentrechtlich geschützten Kleineisenmassenartikels. Dresden 1936.